# Сінокіс (картина Пимоненка)
«Сінокіс» (інша назва «Збирання сіна на Україні») — картина українського живописця Миколи Пимоненка, cтворена 1907 року. Зберігається в експозиції Харківського художнього музею.

## Опис
У різні роки своєї творчості Пимоненко звертався до зображення селянської праці — показував роботу під час збирання хлібів («Жнива», 1896; «Жниця») та оранки («Орач»), на сінокосі («Збирання сіна на Україні», 1907).
Картина відзначається гармонійним поєднанням жанрової сцени з пейзажем. На полотні з влучною характерністю відтворено загальну картину праці селян і водночас прекрасно зображено пейзаж. Змальовано освітлений сонцем луг біля річки. Невеличкий лісок, закриваючи обрій, ніби замикає простір, завдяки чому створюється враження затишності краєвиду. Все тут сповнене світла, повітря. В цій картині яскраво видно досягнення живописця на пленері. Він тонко передає багатство зелених, вохристих кольорів і ледь вловимі блакитні, бузкові рефлекси від неба. Постаті селян, які гребуть сіно, вносять динамічність у спокійний ритм картини. Врівноважує, пластично організовує композицію (своїм великим, цілісним силуетом) зображення гарби з сіном і волів, що стоять нерухомо.
Праворуч внизу картини міститься підпис: Н. Пимоненко 1907.